# Diego de Siloé
Diego de Siloé, né à Burgos en 1495 et mort à Grenade le 22 octobre 1563, est un architecte et sculpteur espagnol de la Renaissance. Francisco de Holanda le désigne comme l'un des quatre « Aigles » de la Renaissance espagnole, avec Pedro Berruguete, Bartolomé Ordóñez (en) et Pedro Machuca.

## Carrière
Siloe est presque certainement le fils du sculpteur gothique flamand Gil de Siloé. Il effectua la première partie de sa carrière artistique (1519–1528) comme sculpteur dans sa ville natale, Burgos,.
L’œuvre de Siloé combine le style de la Renaissance italienne qu'il avait étudiée pendant le voyage qu'il effectua à Naples vers 1517, et les influences du gothique et de l'architecture almohade en Espagne. L'escalier doré de la cathédrale de Burgos (1519) représente son chef d’œuvre pour cette période : avec ses belles proportions, sa structure curviligne et légère, ornée de sculptures de chérubins, de blasons et de rinceaux, elle occupe tout un parement de la cathédrale. Grâce à cet élément, Siloë a pu rattraper la dénivelée gênante entre la porte de la Coronería, à l'extrémité nord du transept, et la rue. Cet escalier monumental se divise en deux sections parallèles au mur porteur et incorpore des motifs de l'architecture classique définie par Donato Bramante.

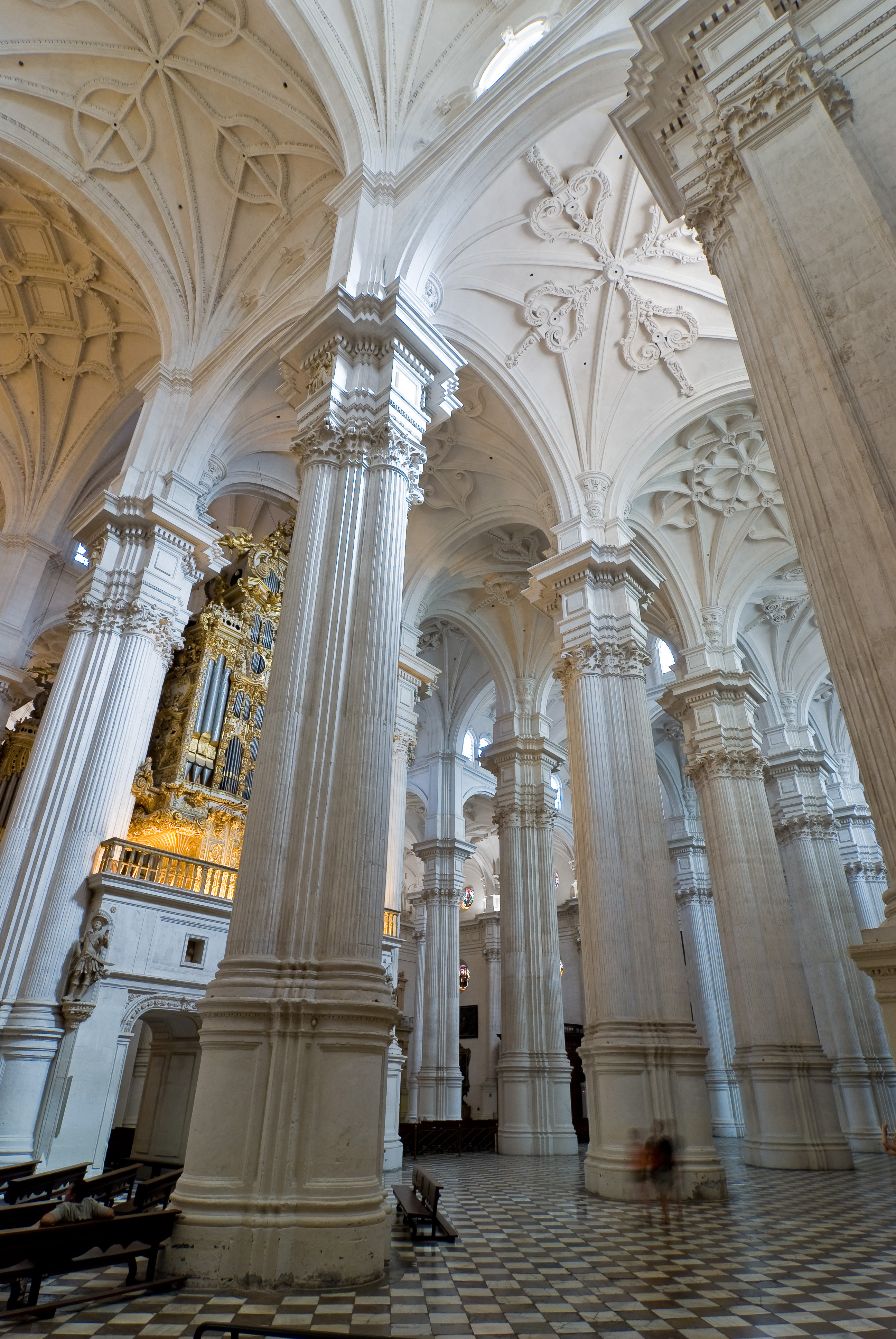
Nef de la cathédrale de Grenade.

À partir de 1528, Siloë ne travailla plus qu'à Grenade, principalement comme architecte. Son installation dans cette ville marque le début du style classique en Andalousie. On le chargea d'abord de parachever deux projets: l'abbatiale du monastère Saint-Jérôme (caveau de la maison des Fernández de Cordoue, comprenant le tombeau de Gonzalo Fernández de Córdoba, El Gran Capitán) ainsi que la  cathédrale de Grenade : il en fit deux des plus remarquables édifices du style Renaissance en Espagne,, ,. L'abbatiale se distingue par son immense dôme couvrant un vaste espace central, à l'exemple des mausolées de la Rome antique. Ses façades rappellent l'art de Filippo Brunelleschi, avec de grands piliers s'achevant par des demi-colonnes corinthiennes, égalant en hauteur les nefs, et un second niveau prenant appui sur leur entablement ; mais l'élément le plus impressionnant est la Portada del Perdón (porche au Pardon, vers 1534), conçue comme un arc de triomphe. Sa décoration somptueuse, la fluidité des lignes et courbes des intérieurs en font l'une des premières expressions du Plateresque en Espagne. Siloé paracheva aussi le Palais de la Chancellerie de Grenade.
Parmi ses autres réalisations importantes, il y a lieu de mentionner la chapelle sacrée de l'église du Sauveur du Monde à Úbeda, conçue comme la sépulture des barons de Cobos. Elle comporte une nef centrale entourée de trois ailes, de chapelles appuyées contre des arcs-boutants, et aboutit à un chœur circulaire couvert d'un grand dôme.
Outre la cathédrale de Grenade, Diégo de Siloë fut l'architecte des cathédrales d'Almería, de Málaga et de Guadix en Espagne, de celle de Guadalajara au Mexique, et des cathédrales de Lima et de Cuzco au Pérou. Il a aussi sculpté une célèbre sépulture du Pays basque espagnol, le mausolée de l'évêque Rodrigo Mercado de Zuazola (en), président de la chancellerie de Grenade. Taillé dans l'albâtre, orné entièrement de grotesques et d’allégories, il trône dans la chapelle de la Pietà  de l'église de l'archange Michel d’Oñati.

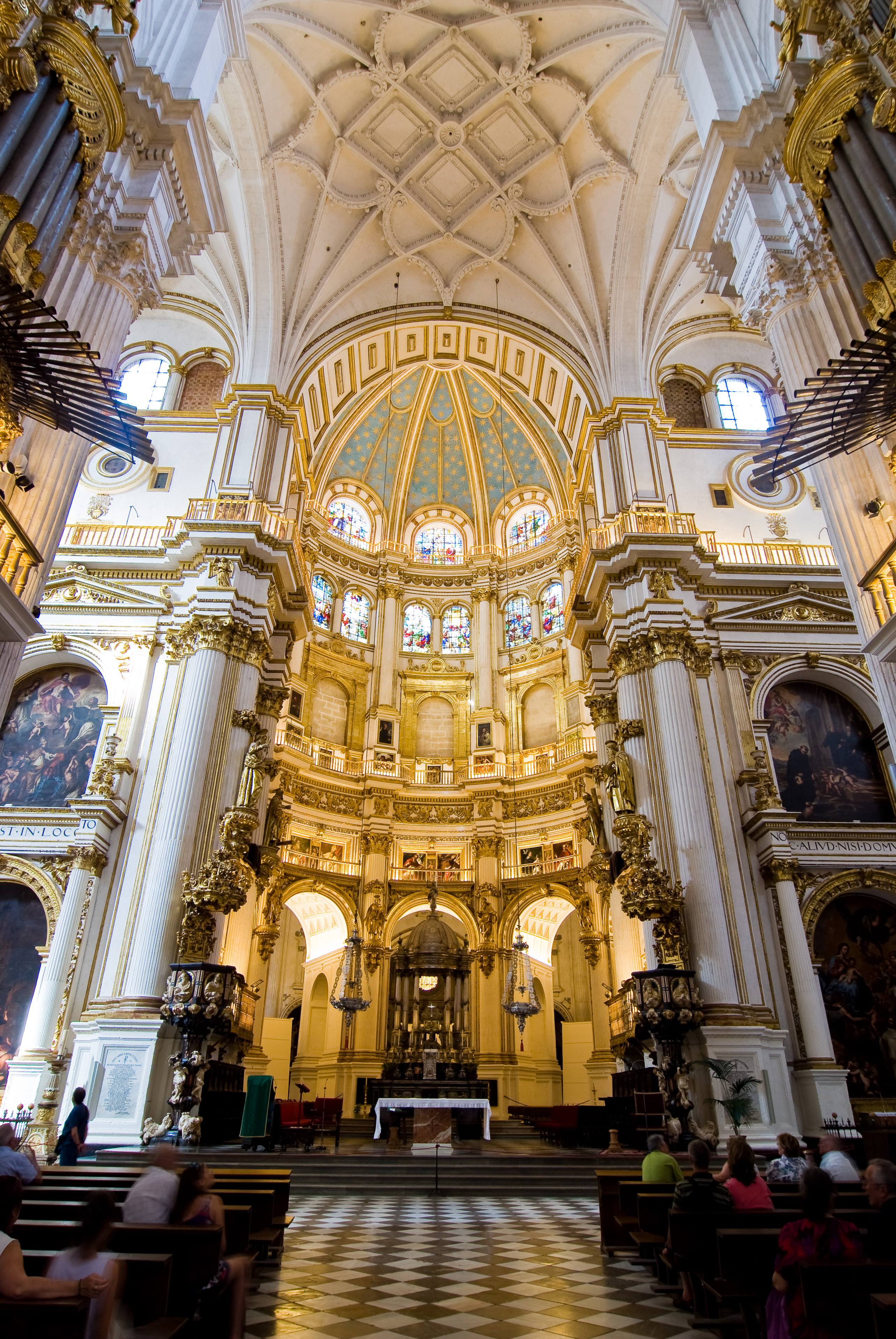
Cathédrale de Grenade - Chapelle majeure.
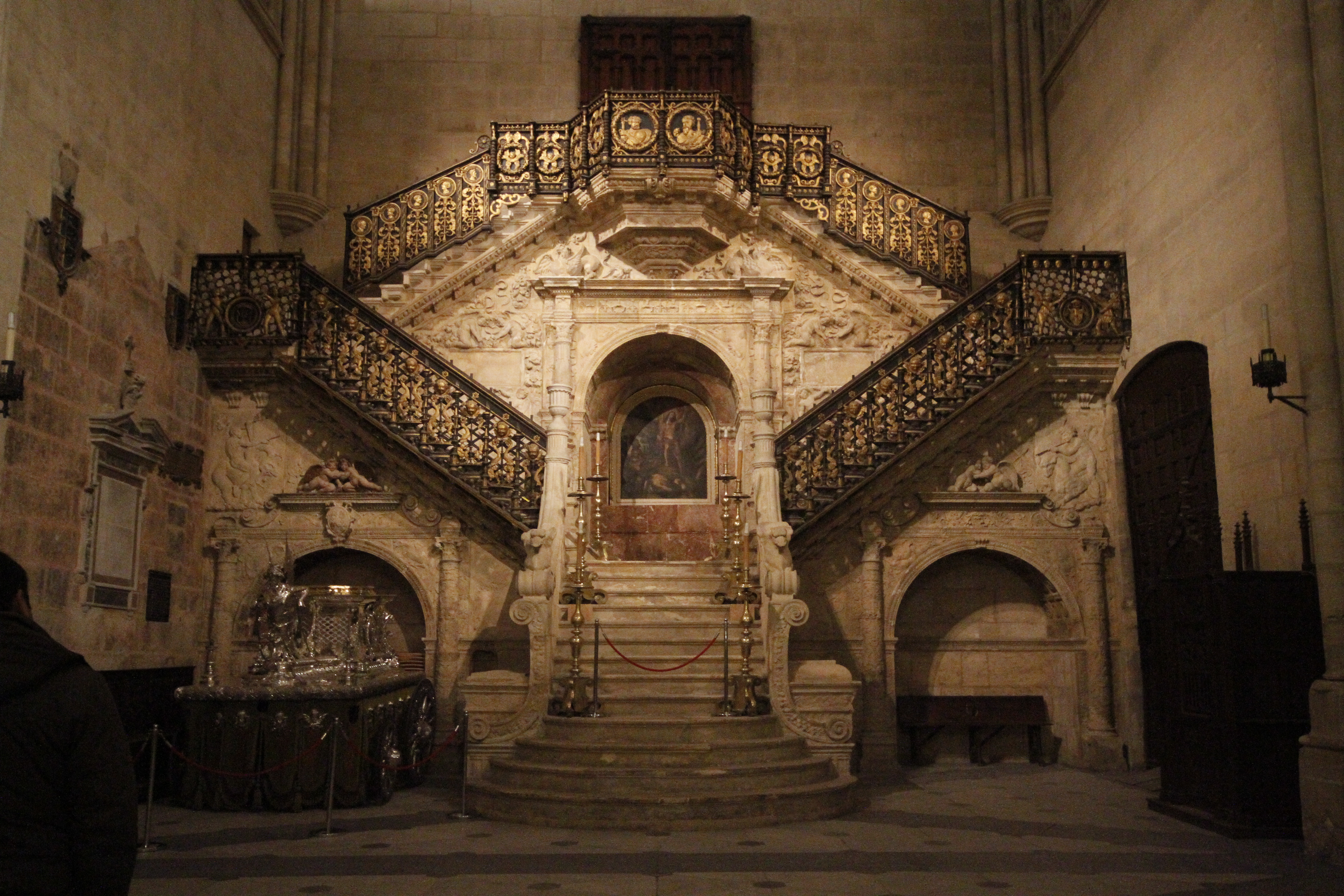
L'escalier doré de la cathédrale Santa Maria de Burgos.